# Сельстрой
Сельстро́й (каз. Сельстрой) — село у складі Осакаровського району Карагандинської області Казахстану. Входить до складу Сункарського сільського округу.
Населення — 97 осіб (2021; 185 у 2009, 221 у 1999, 313 у 1989).
Національний склад станом на 1989 рік:
- росіяни — 29 %;
- казахи — 25 %;
- чеченці — 20 %.